# Njotaimori

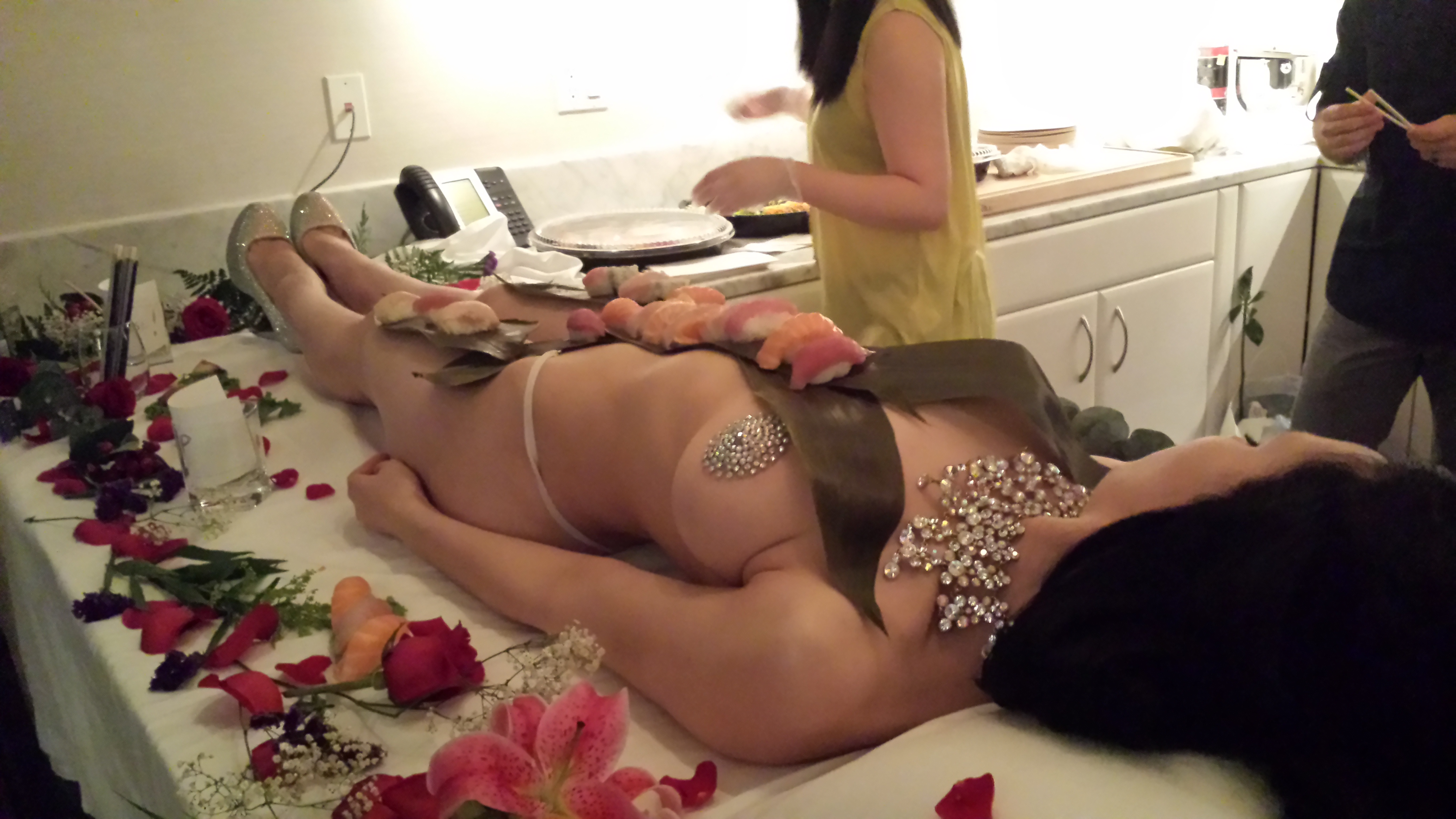
Njotaimori

Njotaimori (japonsky: 女体盛り, doslova „servírování ženského těla“, anglicky: Nyotaimori), jinak též body sushi, je rituál servírování sašimi nebo suši na těle nahé ženy. Obdobná praktika, využívající mužského těla, se nazývá nantaimori (japonsky: 男体盛り). Tento způsob podávání jídla je původně málo známou japonskou praktikou, sahající do časů feudálního Japonska, která zaujala značnou pozornost mezinárodních médií.
V samotném Japonsku je tato praktika stigmatizovaná a je ji často možné najít pouze v „ošuntělých sex klubech.“ V zámoří je však prezentována jako „druh japonské kultury stolování.“

## Postup a přijetí
Internetové stránky Japan for the Uninitiated (doslova „Japonsko pro nezasvěcence“) popisují postup njotaimori následovně:
Předtím, než se člověk (obvykle žena) stane živým tácem na šuši, trénuje hodiny ležet bez hnutí. Musí být rovněž schopen vydržet dlouhotrvající vystavení studenému jídlu. Před samotným pokládáním jídla se jedinec musí vykoupat za použití neparfémovaného mýdla a celou koupel zakončit osprchováním studenou vodou, aby ochladil tělo na teplotu suši. V některých částech světa musí být, z důvodu zdravotnických vyhlášek, mezi tělem a jídlem vrstva igelitu.

Přijetí ve světě se liší. Čína například njotaimori ze zdravotních důvodů zakázala.

## Njotaimori v populární kultuře
Tato praktika se objevila, případně byla zmíněna, v řadě filmů a seriálů. Například se jednalo o:
- Zúčtování v Malém Tokiu – njotaimori komentuje postava Dolpha Lundgrena
- Brüno – ve filmu se objevila parodie na njotaimori, když ústřední postava naservírovala suši Paule Abdulové na tělo nahého Mexičana, což ji natolik znechutilo, že odešla[7]
- Sex ve městě – postava Samanthy Jonesové připraví sašimi, se kterým pokryje své tělo, jako dárek pro svého partnera ke dni svatého Valentýna[8]
- Vycházející slunce – postava Eddiho Sakamury jí suši z nahé ženy předtím, než jej zmlátí Harvey Keitel a Wesley Snipes[7]